# Walk a Mile in My Shoes (sång)
Walk a Mile in My Shoes är en countrysång skriven av Joe South, som hade en hit med låten 1970. South producerade och arrangerade låten och dess B-sida Shelter. Som band på singeln hade South ”the Believers” bestående av hans bror Tommy South och svägerska Barbara South
Sångens högsta placering på Billboard Hot 100 var plats 12, vilket också var dess högsta placering på Cashbox-listan. På Billboards country-lista placerade sig albumet som bäst på plats 56 och nådde till tredjeplatsen på Billboard Adult contemporary. På den kanadensiska hitlistan RPM placerade den sig på en tiondeplats, och på den australiensiska hitlistan på topp 20. Låten kom att bli Souths sista topp-20-placerade låt på Billboards hitlista.
Sången har ett socialt patos och berör frågor om tolerans för andra människor samt behov av perspektiv och medkänsla i samhället. I likhet med Souths hitlåt Games People Play innehåller låten således en kritik mot det samtida samhällsklimatet. 
Samma år som South släppte sin singel kom låten att bli en återkommande del av Elvis livekonserter och introducerades ofta med rader ur Hank Williams ”Men with Broken Hearts”.